# Защищённые (телесериал)
«Защищённые» (исп. Los Protegidos) — испанский телесериал производства Бумеранг ТВ, созданный для канала Antena 3. Первый сезон стартовал 12 января 2010 года.
Первый сезон закончился 12 апреля 2010 года, состоял из 13 серий и имел в среднем 3,36 миллиона зрителей.
Из-за большого успеха первого сезона было принято решение о съемках второго. Премьера состоялась 16 января 2011. Второй сезон состоял из 14 серий. В конце второго сезона, в апреле 2011 года, было принято решение о съемках третьего сезона.
27 ноября 2011 года Антонио Гарридо в интервью для журнала сказал: «Там будет четвёртый и пятый сезон „Защищённых“». Эти сведения подтвердил и канал Antena 3. Сериал будет сниматься предположительно до 2014 года.
Несмотря на эти заявления, Сонья Мартинес, представитель телеканала Antena 3 подтвердила, что третий сезон будет последним для телесериала.

## Сюжет
В основе сюжета телесериала лежит непростая судьба Марио и Химены, дети которых обладают сверхъестественными способностями, из-за чего на них идёт охота тайной организации под руководством т. н. «Отца». В результате им приходится объединиться и бежать из города. Под опекой Марио (Антонио Гарридо)— вдовца, сын которого обладает телекинезом, и Химены (Энджи Сепеда) — дочь которой похитили неизвестные люди из-за её дара предвидения, находятся теперь Сандра, которая может управлять электричеством, Змей — способный становиться невидимым в нужный момент и Лусия, которая читает мысли и может передавать собственные. Наконец, они находят убежище в Затерянной Долине и должны выдавать себя за настоящую семью, а также скрывать свою тайну, и искать пути к спасению дочери Химены — Бланки.

## Краткое описание первого сезона
Всё начинается в дождливую ночь, когда жизнь Химены рушится в один миг. Она видит, как неизвестные похищают её дочь Бланку, и не может ничего сделать. В поисках своей дочери она обращается за помощью в полицию и разыскивает ее своими силами в городе, но это не приносит результата. До тех пор пока она не встречает человека, который откроет ей глаза на происходящее. Его зовут Сильвестр. Он знает, почему похитили её дочь, и рассказывает о том, что ещё много детей находится в опасности. Особенных детей. Дочь Химены обладала даром предвидения, и теперь её необходимо спасти.
Но делает она это не в одиночку. Судьба сталкивает её с людьми, которые ей в этом помогут. Она встречает Карлоса — застенчивого ребёнка, который может перемещать предметы силой мысли. Змей — хулиган, который каждый раз ускользает незамеченным после краж благодаря своей способности стать невидимым. Сандра — симпатичная девушка, которая может руками создавать электричество. Лусия, которая может читать мысли и просто хочет иметь настоящую семью. И Марио — отец Карлоса, который очень переживает из-за способностей его сына.
В поисках таинственного человека, который сможет помочь разгадать тайну, все эти люди объединят свои судьбы вместе и, чтобы выжить, будут вынуждены переехать в пригород и жить вместе, как обычная семья. Хоть они и будут думать, что опасность уже позади, дар, которым обладают дети, настолько силен, что вряд ли останется незамеченным.

## Краткое описание второго сезона
После прикосновения к девочке, которую Андрес прятал у себя дома, Марио потерял сознание. Химена в отчаянии и не знает, что делать, в тот же момент появляются Андрес и Нурия. Смогут ли они спасти Марио? Какие у них намерения? Химена откроет тайну преподавателей, и узнает, почему они живут в Затерянной долине.
Но не обойдется и без проблем, под названием «Роза Руано», которая видя, что что-то необычное происходит в доме Кастильо, будет вынюхивать больше, чем обычно, и сделает такие вещи, которые не ожидал никто.
В то же время, Сандра возвращается домой к родителям. Её сопровождает Змей, став невидимым, чтобы убедиться, что она благополучно прибыла к месту назначения.
Но воссоединение Сандры с семьей вскоре будет прервано неожиданным событием… После того, как Сандра была похищена, она встречает нового союзника, которого зовут Анхель (Макси Иглесиас) и им удается сбежать от Отца.
Вместе они возвращаются обратно в дом Кастильо, однако не все принимают Анхеля очень хорошо. Змей думает, что тот что-то скрывает…

## Герои сериала

### Главные герои
| Актёр                | Роль |
| -------------------- | --- |
| Антонио Гарридо      | Марио Монтеро /Марио Кастильо Кистер Марио является главой этой «особой» семьи. Потеряв два года назад свою жену, он вынужден один заботиться о своем сыне Карлосе и работать в полицейском участке. После того, как Карлос рассказал ему о своих способностях, Марио решил связаться с Хименой, чью историю о похищении дочери он услышал накануне в участке. Химена вступает в контакт с ним, думая, что он может помочь в поисках её дочери. После того, как возникла угроза похищения незнакомыми людьми его сына, Марио вынужден скрываться с Хименой и остальными детьми, сменить место жительства и начать новую жизнь, что оказывается не так то легко. Он рискует быть разоблаченным, когда влюбляется в преподавателя в новой школе «его детей» — Нурию. Но в тот же момент испытывает какие-то чувства к Химене. Когда он понимает, что Нурия — не та, за кого себя выдает, Химена уже будет находиться в большой опасности, её похитит Андрес. После обыска дома Андреса, жизнь Марио висит на волоске. Он прикоснулся к дочери Андреса, которая при прикосновении к человеку останавливает его сердце. |
| Энджи Сепеда         | Химена Гарсиа Кабрера / Химена Рей Пина «Мать» в семье Кастильо Рей. После похищения её дочери Бланки, которое малышка предсказала часом ранее, Химена делает все возможное, чтобы её найти, но все попытки не приносят результата. Спустя девять месяцев после похищения, с ней связывается человек, которого зовут Сильвестр, который сообщил ей, что кроме Бланки существует ещё множество особенных детей, которых преследуют похитители. Химена решает помочь Марио и его сыну, и отвести его к Сильвестру. Но по дороге они встречают Лусию, которая рассказывает им, что её приемный отец в беде. |
| Ана Фернандес Гарсиа | Сандра Олаис Бенедетти /Сандра Кастильо Рей «Искорка» Одна из старших «дочерей» в семье Кастильо.Сбежала из дома после того как нечаянно отправила в больницу свою сестру Марту, ударив её током. Сандра переживает это тяжелее всех. Иногда ей удается контролировать способности, но раньше она не могла дотронуться ни до кого. Любит Змея, но они не могут быть вместе, потому что они не могут друг друга коснуться. |
| Луис Фернандес       | Анхель «Змей» / Поликарпо «Поли» Кастильо Рей Старший «сын» в семье Кастильо. Жил на улице, пока не встретил Сандру. Может становиться невидимым. Любит Сандру, но они не могут быть вместе, потому что они не могут друг друга коснуться. |
| Даниэль Авилес       | Карлос Монтеро / Карлос «Карлитос» Кастильо Рей Родной сын Марио.Обладает телекинезом.Может перемищять предметы силой мысли.Любит читать сказки.Становится лучшим другом Лусии. |
| Приссила Дельгадо    | Лусия Эспосито / Лусия Санчес Эрнандес / Лусия Кастильо Рей может читать мысли людей, вскоре и передавать свои в чужие головы. Её родители умерли, когда она была ещё совсем маленькой, все детство скиталась по приютам. |
| Марио Марсо          | Лукас Лопес Гальего / Лукас Кастильо Лопес 14 лет, после того как родные выгнали из дома оказывается у "Отца", вскоре попадает в семью Кастилио Рей. |
| Макси Иглесиас       | Виктор «Анхель» Прислан в семью "Кастилио Рей" "Отцом", вскоре оказывается, что он родной брат "Змея". Убит. |
| Марта Торне          | Хулия Директор школы.Имеет миссию защищать детей от "Матери". |

## Дар, которым обладают герои
| Змей     | Обладает способностью становиться невидимыми в глазах окружающих, далее и делать невидимыми любые вещи.                                                                                         |  |
| Сандра   | Может влиять на электрическое поле вокруг себя. |  |
| Лусия    | Может слышать мысли окружающих, далее может проникать в мысли того, кого хочет и говорить с ним, чтобы остальные этого не услышали.                                                             |  |
| Карлитос | Телекинез (умеет перемещать предметы силой мысли) |  |
| Лукас    | Способен превращаться в другого человека после прикосновения к нему, далее может перевоплотиться в любого человека, предварительно не касаясь его, при условии, что он превращался в него ранее |  |
| Анхель   | Становится каменным, легким как воздух, проходит через стены |  |
| Бланка   | Обладает даром предвидения |  |
| Лео      | Управляет временем, которое может остановить или отправиться в прошлое |  |
| Мишель   | Управляет насекомыми. |  |
| Хелена   | Вызывает сердечный приступ у людей, которые её касаются. |  |

## Сезоны
| Сезон | Сезон | Серии | Начало         | Финал          | Аудитория | Аудитория   | Аудитория |
| Сезон | Сезон | Серии | Начало         | Финал          | Зрители   | В процентах |           |
| ----- | ----- | ----- | -------------- | -------------- | --------- | ----------- | --------- |
|       | 1     | 13    | 12 января 2010 | 12 апреля 2010 | 3 361 000 | 18,1 %      |           |
|       | 2     | 14    | 16 января 2011 | 17 апреля 2011 | 3 025 000 | 15,1 %      |           |
|       | 3     | 14    | 8 марта 2012   | 13 июня 2012   | 2 142 000 | 12,1 %      |           |
| Всего | Всего | 41    | 2010           | 2012           | 2 843 000 | 15,1 %      |           |